# Ráng ất minh
Ráng ất minh, tên khoa học Osmunda claytoniana, là một loài dương xỉ trong họ Osmundaceae. Loài này được L. mô tả khoa học đầu tiên năm 1753.

## Hình ảnh

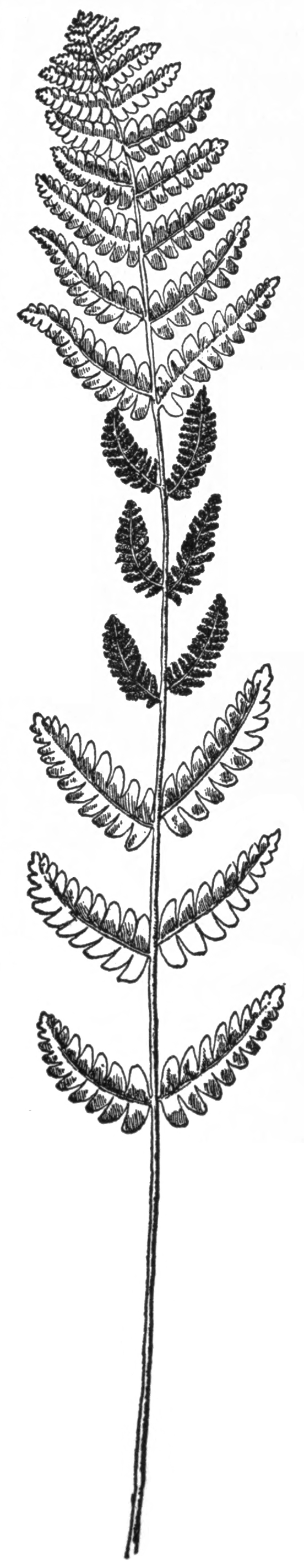
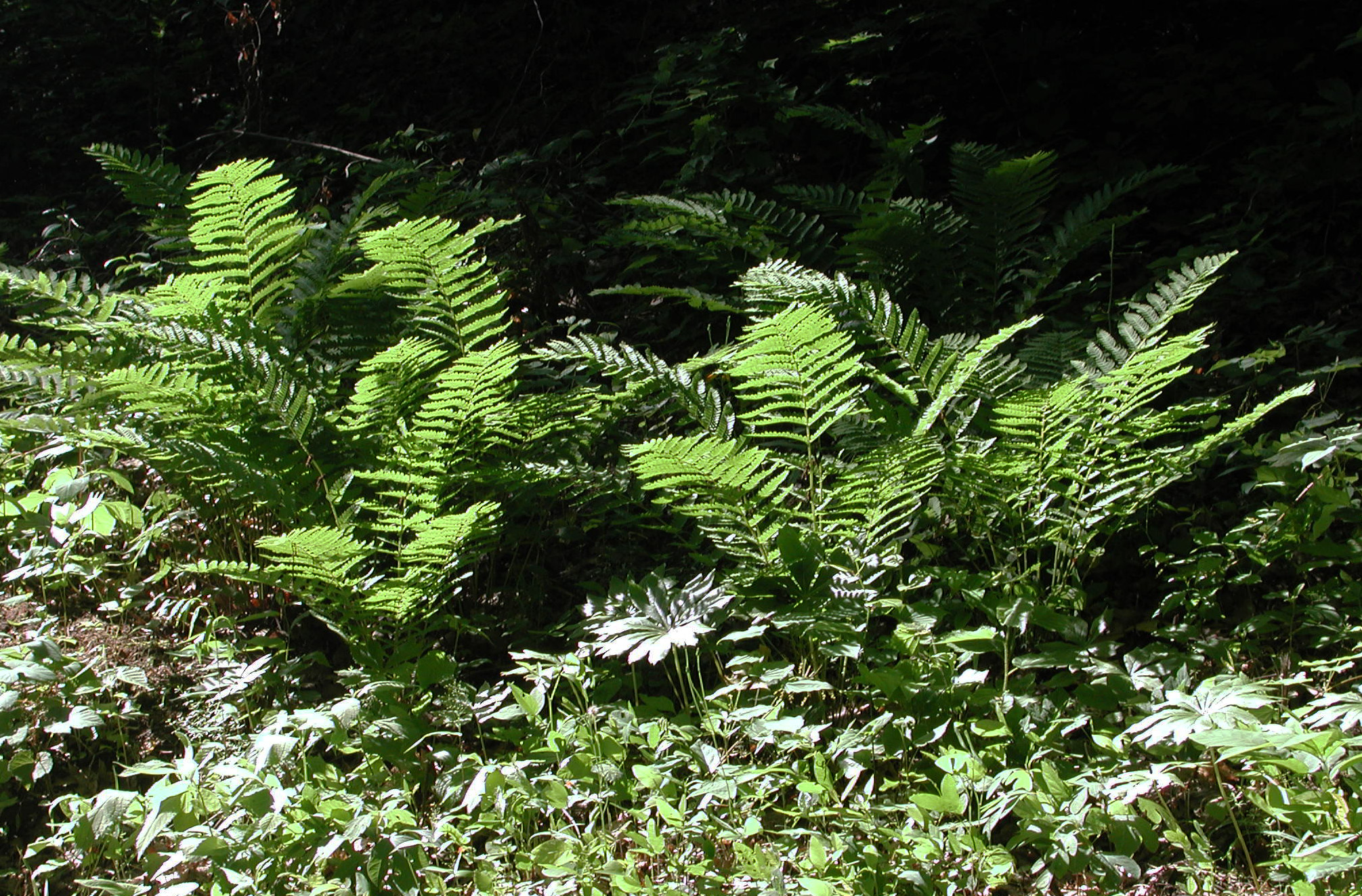
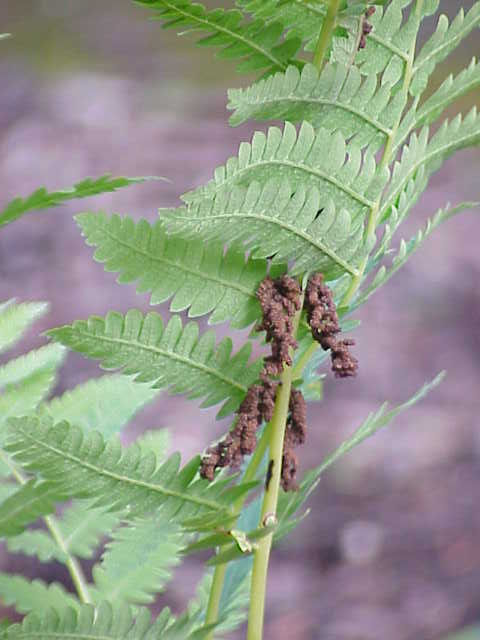
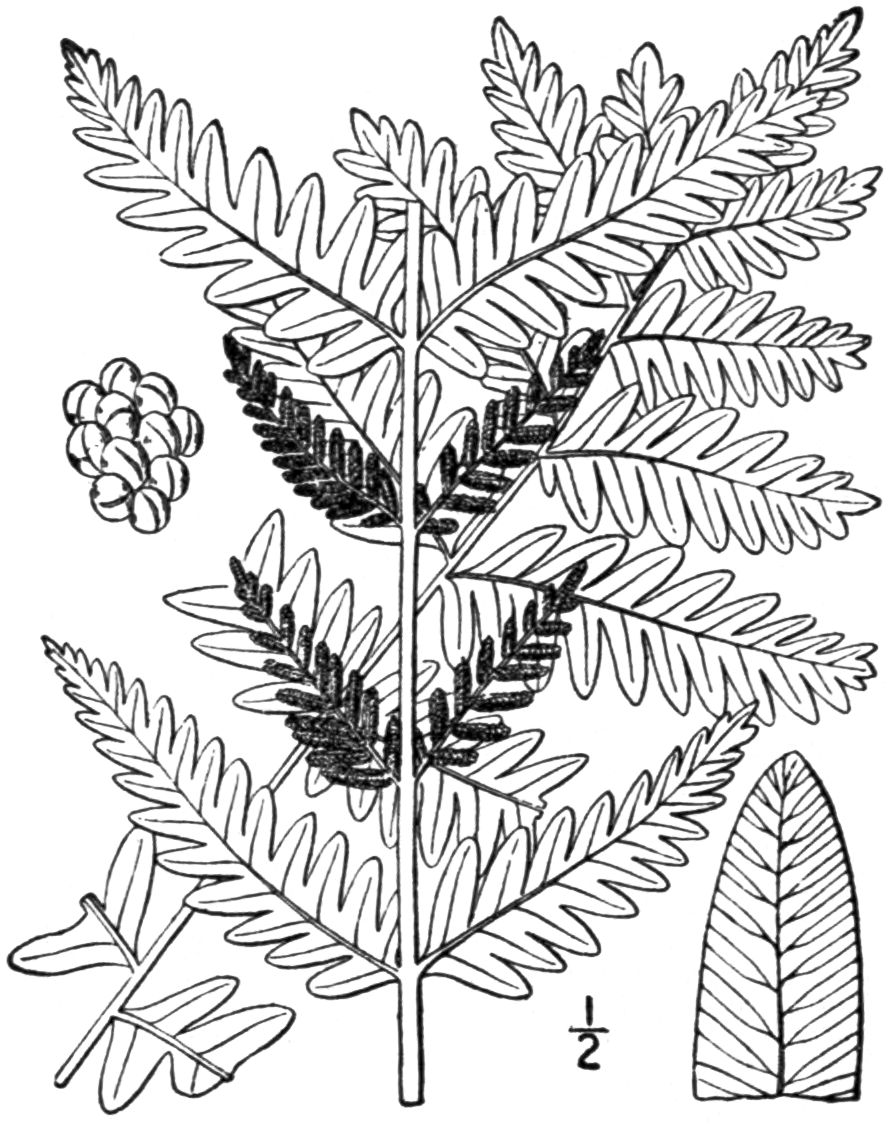